# Prosopocoilus felschei
Prosopocoilus felschei es una especie de coleóptero de la familia Lucanidae.

## Distribución geográfica
Habita en Etiopía.